# Moggridgea purpurea
Moggridgea purpurea is een spinnensoort uit de familie van de Migidae.
De wetenschappelijke naam van de soort werd in 1928 gepubliceerd door Reginald Frederick Lawrence.